# Base rubata
La base rubata (stolen base in lingua inglese), nel baseball, è l'azione di gioco con cui un corridore (generalmente partendo mentre il lanciatore sta iniziando a lanciare verso casa base) avanza con successo alla base successiva, senza l'aiuto di una battuta, di un out, di un errore, di una scelta della difesa, di una palla mancata, di un lancio pazzo o di un balk.
Nelle statistiche viene abbreviata in SB.

## Attribuzione
Nell'accreditare una base rubata al corridore, il classificatore ufficiale applica la regola 10.07 e deve giudicare se il corridore è effettivamente avanzato per una base rubata, oppure a causa di un'indifferenza della squadra in difesa.

## Record

### Major League Baseball

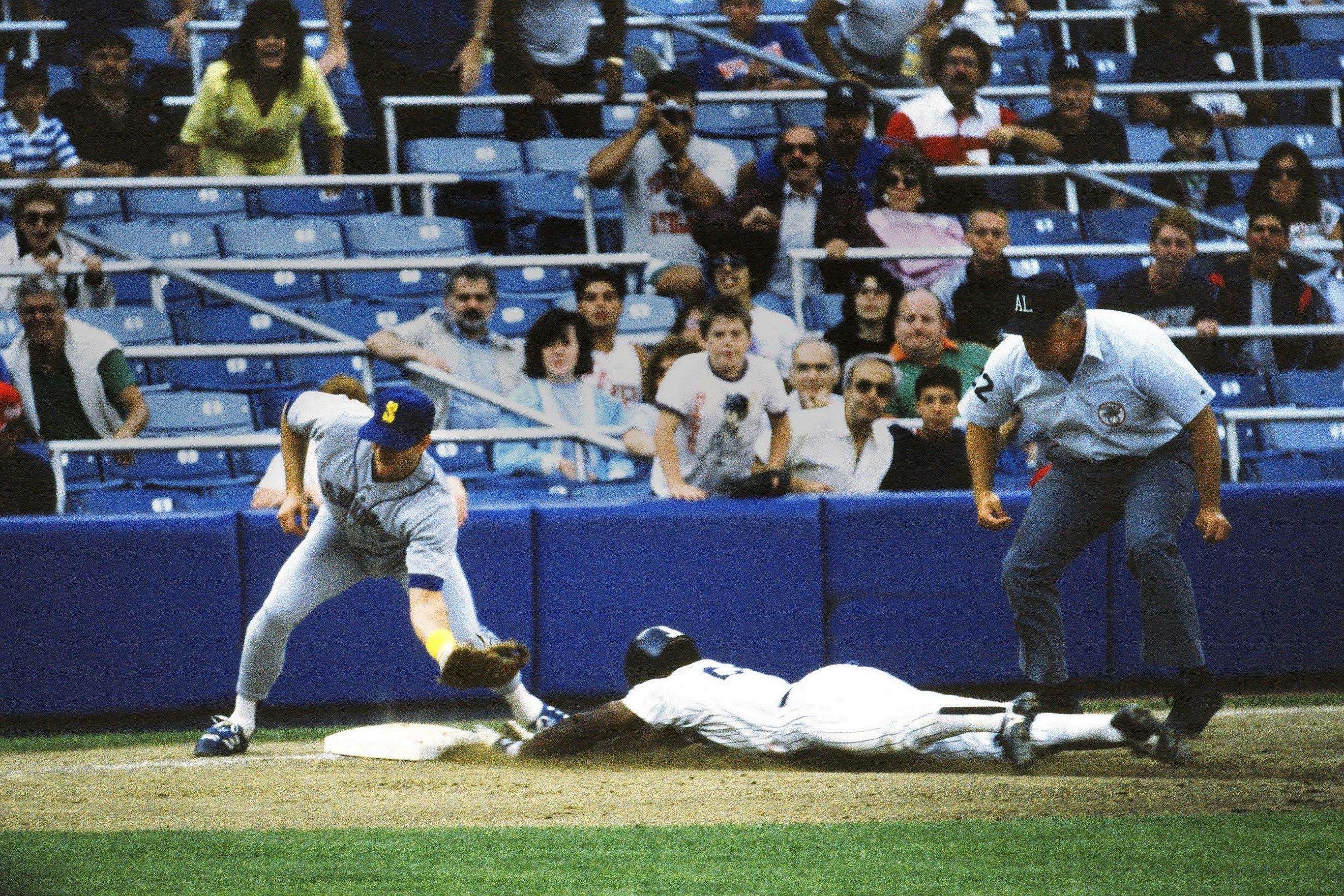
Rickey Henderson, primatista della MLB, mentre ruba una base

Il record assoluto di basi rubate in carriera nella Major League Baseball (MLB) è detenuto da Rickey Henderson con 1406.
Il record di basi rubate in una sola stagione appartiene a Hugh Nicol con 138, ottenute nella stagione 1887 nelle file dei Cincinnati Red Stockings.

### Campionato italiano
Il record assoluto di basi rubate in carriera nel campionato italiano di baseball è detenuto da David Rigoli con 354.
Il record di basi rubate in una singola stagione appartiene a Dario Rossi con 43, ottenute nella stagione 1966 nelle file del Pirelli Milano.